# ティモシー・ボトムズ
ティモシー・ボトムズ（Timothy James Bottoms, 1951年8月30日 - ）は、アメリカ合衆国の俳優・映画プロデューサー。

## 来歴
カリフォルニア州サンタバーバラにベティ(旧姓：キャプラン)と、彫刻家兼・美術教師だったジェームズ・ボトムズの長男として生まれた。
弟であるジョセフ・ボトムズ（1954年 - ）、サム・ボトムズ（1955年 - 2008年）、ベン・ボトムズ（1960年 - ）も俳優である。1967年、ボトムスはSanta Barbara Madrigal Societyの一環としてヨーロッパを旅した。
1971年、ダルトン・トランボの『ジョニーは戦場へ行った』で四肢・耳を含む、身体を切断されたまま生きた兵士の役で映画デビューした。同じ年に、彼は弟のサムと共に『ラスト・ショー』に出演。1990年の続編『ラスト・ショー2』でも同じ役を演じた。他にも『ペーパーチェイス』、『Love and Pain and the Whole Damn Thing』、『エレファント』などに出演した。
また、3つの番組の中でジョージ・W・ブッシュを演じた。彼がブッシュ役で参加した1作品目は2000年から2001年に『サウスパーク』のスタッフが製作したコメディ・セントラルのシチュエーションコメディen:That's My Bush!。それから、ファミリー映画『クロコダイル・ハンター ザ・ムービー』でもブッシュ役でカメオ出演した。最後にブッシュ役を演じたのは アメリカ同時多発テロ事件を基にしたテレビ映画『DC911』である。
『ザット'70sショー』のある回において、竜巻に生徒たちが巻き込まれている中、彼は既に発生している竜巻が来るぞと警告して慌てふためく校長を演じた。また、FXのテレビドラマ『ダート』では、ルーシー・スピラーの上司で、不正を行っている人物ギブソン・ホーンを演じた。
『ラスト・ショー』と『ラスト・ショー2』の舞台裏を描いた1991年のドキュメンタリー Picture This - The Times of Peter Bogdanovich in Archer City, Texasの共同制作にも参加した。ドキュメンタリーにおいて、『ラスト・ショー』で共演したシビル・シェパードに片思いをしていて失恋したことを明かした。

## 出演作品

### 映画
| 公開年 | 邦題 原題                                                                  | 役名                         | 備考           |
| ------ | -------------------------------------------------------------------------- | ---------------------------- | -------------- |
| 1971   | ラスト・ショー The Last Picture Show                                       | ソニー・クロフォード         |                |
| 1971   | ジョニーは戦場へ行った Johnny Got His Gun                                  | ジョー                       |                |
| 1973   | ペーパーチェイス The Paper Chase                                           | ジェームズ・T・ハート        |                |
| 1974   | ベトナム戦争の勲章/ブルーダの優雅な生活 The Crazy World of Julius Vrooder  | Vrooder                      |                |
| 1975   | 暁の7人 Operation Daybreak                                                 | ジャン                       |                |
| 1976   | スモール・タウン・イン・テキサス A SMALL TOWN IN TEXAS                     | ポーク                       |                |
| 1977   | ジェット・ローラー・コースター Rollercoaster                               | 若い男                       |                |
| 1978   | 続・あの空に太陽が The Other Side of the Mountain Part II                  | ジョン・ブース               |                |
| 1979   | ハリケーン Hurricane                                                       | ジャック・サンフォード       |                |
| 1980   | ウエディング・マーチにのった脱獄 Escape                                    | ドワイト・ウォーカー         | テレビ映画     |
| 1983   | 沈黙のコンピュータ・マン/愛が聞こえた Tin Man                              | ケイシー                     |                |
| 1983   | ハンボーン Hambone and Hillie                                              | マイケル・ラドクリフ         |                |
| 1984   | さよならバディ/愛と感動の盲導犬物語 Love Leads the Way: A True Story       | モリス・フランク             | テレビ映画     |
| 1984   | SF謎の地底人発見 What Waits Below                                          | エルバート・スティーヴンス   |                |
| 1986   | スペースインベーダー Invaders from Mars                                    | ジョージ・ガードナー         |                |
| 1986   | キリマンジャロの悪魔 In the Shadow of Kilimanjaro                          | ジャック・リングツリー       |                |
| 1986   | 新・弁護士ペリー・メイスン/罠 Perry Mason: The Case of the Notorious Nun   | トマス・オニール神父         | テレビ映画     |
| 1986   | 霧のダブリン/殺しの透視図 The Fantasist                                    | ダニー・サリヴァン           |                |
| 1987   | アイランド・サン Island Sons                                               | ティム・ファラデイ           | テレビ映画     |
| 1987   | ミオとミラミス 勇者の剣 Mio min Mio                                        | 王                           |                |
| 1988   | 行きずりの恐怖 The Drifter                                                 | アーサー                     |                |
| 1989   | 戦場にかける橋2/クワイ河からの生還 Return from the River Kwai              | ミラー                       |                |
| 1990   | ラスト・ショー2 Texasville                                                 | サニー・クロフォード         |                |
| 1991   | 脱走半島/ベトナム1983 A Case of Honor                                      | ジョセフ・ケイス             |                |
| 1994   | ブルー・スカイ Blue Sky                                                    | オーウェンズ牧場のカウボーイ | クレジットなし |
| 1995   | 不倫分署 Personal Vendetta                                                 | ザック・ブラックウェル       | テレビ映画     |
| 1995   | トップ・ドッグ Top Dog                                                     | ネルソン・ハウスマン         |                |
| 1995   | ラスト・スクリーム Ripper Man                                              | チャールズ                   |                |
| 1996   | トゥモロー・ネバー・デッド/007は殺しの暗号 Fox Hunt                        | フランク                     |                |
| 1996   | 戦慄の罠 Ringer                                                            | クレイ                       |                |
| 1996   | ザ・スカウト/殺戮祭の日 Uncle Sam                                          | クランダル                   | ビデオ映画     |
| 1997   | デス・キューブ Death Game                                                  | ジャック                     | テレビ映画     |
| 1997   | トータル・フォース Absolute Force                                          | ジョン・ドレイク             |                |
| 1997   | トータル・フォース2 Absolute Force 2                                       | ジョン・ドレイク             |                |
| 1998   | 仮面の男 The Man in the Iron Mask                                          | フーケ                       |                |
| 1999   | アトランティス Diamondbacks                                                | エド・ウィリアムズ           | ビデオ映画     |
| 2000   | レイク・フィアー Held for Ransom                                           | フレッド・ドノヴァン         |                |
| 2002   | クロコダイル・ハンター ザ・ムービー The Crocodile Hunter: Collision Course | ジョージ・W・ブッシュ        | クレジットなし |
| 2003   | エレファント Elephant                                                      | ミスター・マクファーランド   |                |
| 2004   | ガール・ネクスト・ドア The Girl Next Door                                  | ミスター・キッドマン         |                |
| 2004   | ノルマンディー 将軍アイゼンハワーの決断 Ike: Countdown to D-Day            | ウォルター・ベデル・スミス   | テレビ映画     |
| 2005   | ヴァンパイア・バット 死蝙蝠の町 Vampire Bats                               | ハンク                       | テレビ映画     |
| 2008   | ブラッディ・ローラ 殺戮の催眠美少女 Parasomnia                             | クロス博士                   |                |
| 2008   | ブライド The Governor's Wife                                               | カール・ロヴェット           | テレビ映画     |

### テレビシリーズ
| 放映年    | 邦題 原題                                                                 | 役名                   | 備考         |
| --------- | ------------------------------------------------------------------------- | ---------------------- | ------------ |
| 1976      | マネー・チェンジャース/銀行王国 Arthur Hailey's the Moneychangers         | マイルズ・イースティン | ミニシリーズ |
| 1981      | エデンの東 East of Eden                                                   | アダム・トラスク       | ミニシリーズ |
| 1988      | トワイライト・ゾーン The Twilight Zone                                    | マイリー・ジャドソン   | 1エピソード  |
| 1991-1992 | Land of the Lost                                                          | トム・ポーター         | 14エピソード |
| 2001      | That's My Bush!                                                           | ジョージ・W・ブッシュ  | 8エピソード  |
| 2002      | ザット'70sショー That '70s Show                                           | コール                 | 1エピソード  |
| 2004      | NCIS 〜ネイビー犯罪捜査班 Navy NCIS: Naval Criminal Investigative Service | リット・エヴェレット   | 1エピソード  |
| 2005      | グレイズ・アナトミー 恋の解剖学 Grey's Anatomy                            | カール・マーフィー     | 1エピソード  |
| 2007      | ダート Dirt                                                               | ギブソン・ホーン       | 2エピソード  |

## プロデュース
- Picture This: The Times of Peter Bogdanovich in Archer City, Texas (1991)